# Helianthemum mathezii
Helianthemum mathezii är en solvändeväxtart som beskrevs av Alain Dobignard. Helianthemum mathezii ingår i släktet solvändor, och familjen solvändeväxter. Inga underarter finns listade i Catalogue of Life.